# قطعنامه ۱۱۰۵ شورای امنیت
قطعنامه ۱۱۰۵ شورای امنیت سازمان ملل متحد که در تاریخ ۰۹ آوریل ۱۹۹۷ تصویب شد، سندی بین‌المللی دربارهٔ بررسی وضعیت در یوگسلاوی سابق و جمهوری مقدونیه است. این قطعنامه طی نشست ۳۷۶۴ام با ۱۵ رای موافق، ۰ مخالف و ۰ ممتنع تصویب شد.